# Аэроклуб
Аэроклуб — организация, осуществляющая деятельность в сфере авиационного спорта.
Синонимы: Авиационно-спортивный клуб (АСК), Авиационно-технический спортивный клуб (АТСК).
Как правило, аэроклуб имеет в своём составе, помимо зданий и сооружений (учебные классы, мастерские, спортзалы и т. д.), парк спортивных воздушных судов (самолётов, вертолётов, дельтапланов, планёров) и аэродром для выполнения учебно-тренировочных и показательных полётов указанных воздушных судов, проведения парашютных прыжков и т. д. В России большинство спортивных аэродромов являются государственными и находятся в ведении РОСТО.
Основными воздушными судами в российских аэроклубах являются:
- самолёты Ан-2 или вертолёты Ми-8 — для десантирования (выброски парашютистов);
- лёгкие самолёты семейств Як и Су (и самолёты иностранного производства), а также лёгкие вертолёты Ми-2 — для учебно-тренировочных и показательных полётов.

## История
- Всероссийский аэроклуб — авиационная воинская часть] Русского Императорского военно-воздушного флота.

## Учебные авиационные центры
В советский период, помимо аэроклубов, существовали учебные авиационные центры (УАЦ), в которых имелись более совершенные воздушные суда (в частности, учебные реактивные истребители Л-29, Л-39), что позволяло вести более глубокую подготовку пилотов. Однако, в 1990-х большинство УАЦ в России и странах СНГ были реорганизованы в аэроклубы или вообще расформированы.
Список УАЦ СССР по состоянию на конец 1980-х:
- Аткарский (Ми-2)
- Богодуховский (Ми-2)
- Бузулукский (Ми-2)
- Витебский
- Волгоградский
- Волчанский
- Воронежский
- Ворошиловградский
- Вяземский (Л-29, Л-39)
- Вязниковский (Ми-2)
- Грозненский (Л-29, МиГ-15)
- Егорьевский (Ми-2)
- Запорожский
- Ижевский (Ми-2)
- Казанский (Л-29)
- Калужский (МиГ-15УТИ, МиГ-17, Л-29)[1]
- Карагандинский (Л-29)
- Кемеровский
- Кинель-Черкасский (Л-29, МиГ-17)
- Костромской
- Куйбышевский
- Липецкий
- Новосибирский
- Омский (Л-29)
- Ростовский (Ми-2)
- Рязанский
- Саранский (Л-29, МиГ-15)
- Саратовский (Ан-2, Ми-2)
- Ставропольский
- Сумской
- Челябинский
- Ульяновский
- Ярославский (Ми-2)